# Mouchy-le-Châtel
Mouchy-le-Châtel es una comuna francesa situada en el departamento de Oise, de la región de Alta Francia.

## Urbanismo

### Tipología
Mouchy-le-Châtel es un municipio rural, ya que forma parte de los municipios con baja o muy baja densidad de población, tal y como se define en la tabla de densidades comunales del Insee.
El municipio también forma parte de la cuenca de París, de la que es un municipio periférico. Esta zona comprende 1.929 municipios.

### Uso del suelo
El uso del suelo del municipio, revelado por la base de datos biofísica europea Corine Land Cover (CLC), se caracteriza por la importancia de las tierras agrícolas (89,2% en 2018), una proporción idéntica a la de 1990 (89,2%). El desglose detallado en 2018 es el siguiente: tierras de cultivo (77,8 %), zonas agrícolas heterogéneas (11,4 %), bosques (10,8 %). La evolución del uso del suelo en el municipio y sus infraestructuras se puede observar en los distintos mapas de la zona: el mapa de Cassini (siglo XVIII), el mapa del Estado Mayor (1820-1866) y los mapas del IGN o fotos aéreas del periodo actual (1950 hasta la fecha).

## Demografía
| 115 | 119 | 120 | 87 | 80 | 67 | 79 | 82 |
| Para los censos de 1962 a 1999 la población legal corresponde a la población sin duplicidades (Fuente: INSEE [Consultar]) |     |     |    |    |    |    |    |